# Borstel-Hohenraden

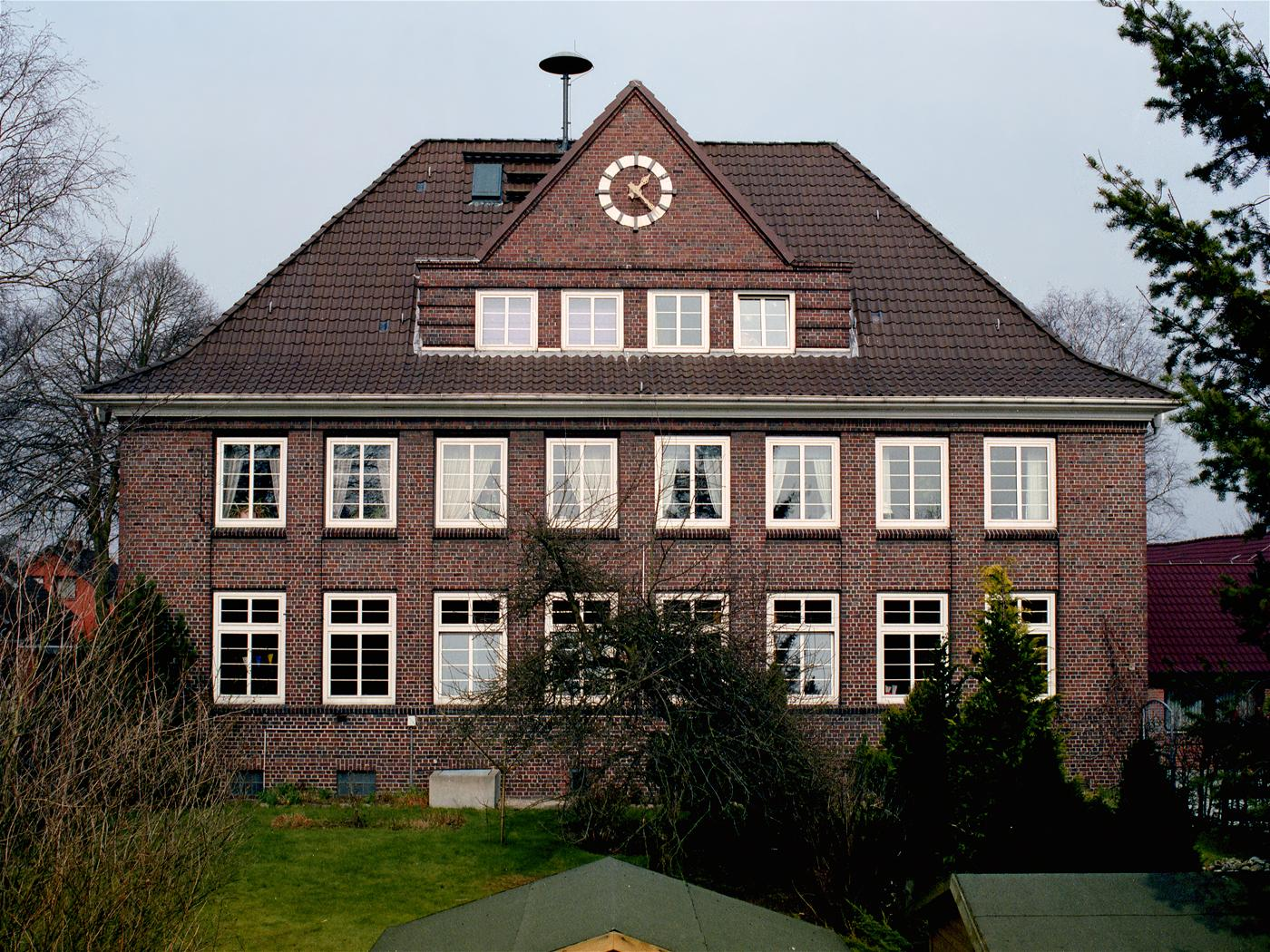
Die Borsteler Schule (Baujahr 1927) im Jahr 1994

Borstel-Hohenraden (niederdeutsch: Bossel-Hohenroden) ist eine Gemeinde im Kreis Pinneberg in Schleswig-Holstein.

## Geografie und Verkehr
Borstel-Hohenraden liegt zwischen der Kreisstadt Pinneberg, der Gemeinde Kummerfeld und dem Quickborner Ortsteil Renzel.
Die Gemeinde besteht aus den beiden Dörfern Borstel und Hohenraden.
Durch den Ort führt die Landesstraße Nr. 76, die Pinneberg und Quickborn sowie die beiden Autobahnen A 7 Hamburg-Flensburg und A 23 Hamburg-Itzehoe miteinander verbindet. Ein ÖPNV-Angebot bietet der Hamburger Verkehrsverbund (HVV) mit der Buslinie 594 an.

## Geschichte
Die erste urkundliche Erwähnung von Borstel (Borstele) datiert aus dem Jahre 1388. Die erste Nennung des Ortsteils Hohenraden geht auf das Jahr 1638 zurück.

## Politik

### Gemeindevertretung
- SPD: 2
- FWG: 8
- CDU: 3

Ergebnis der Kommunalwahl vom 14. Mai 2023
| Partei                                                  | Prozent | Sitze |
| ------------------------------------------------------- | ------- | ----- |
| Freie Wählergemeinschaft Borstel-Hohenraden e. V. (FWG) | 57,1 %  | 8     |
| CDU                                                     | 25,1 %  | 3     |
| SPD                                                     | 17,8 %  | 2     |

### Wappen
Blasonierung: „In Silber ein schmalerer blauer Wellenbalken über einem breiteren; darüber die türenlose lisenengegliederte rote Frontseite eines Schulhauses mit 16 Fenstern in zwei Reihen, Walmdach und Dachrisalit mit Uhr über vier Fenstern.“
Das im Wappen wiedergegebene Schulhaus ist die erste gemeinsame Schule der beiden Dörfer Borstel und Hohenraden, die schon in vorpreußischer Zeit eine gemeinsame Bauerschaft bildeten. Die beiden ungleichen Wellenbalken symbolisieren die Lage Borstel-Hohenrades zwischen den zwei Flüssen Pinnau und Bilsbek, von denen die Pinnau die deutlich größere ist.

## Wirtschaft
Borstel-Hohenraden wird zwar einerseits noch von der Landwirtschaft geprägt, ist aber auch ein beliebter Wohnort im Hamburger Umland. Strukturell hat sich die Gemeinde Borstel-Hohenraden in den vergangenen Jahren von einer Agrargemeinde zu einer Wohngemeinde entwickelt, dennoch ist das Gemeindegebiet auch heute noch landwirtschaftlich geprägt.
In den letzten Jahren ist nahe der A23 ein neues Gewerbegebiet in Borstel-Hohenraden entstanden.

## Sport
Der Sportverein TuS Borstel-Hohenraden ist ein Verein mit vielen sportlichen Angeboten, in denen der Club regional bereits große Erfolge feiern konnte. Besonders die Jugendarbeit trägt reiche Früchte.
Die Flugtechnische Gemeinschaft Borstel-Hohenraden (kurz: F. T. G. Borstel-Hohenraden) ist ein Modellflugverein mit langer Tradition in Borstel-Hohenraden. Der Modellflugplatz liegt nördlich von Borstel-Hohenraden.

## Persönlichkeiten
- Eka von Kalben (* 1964), Fraktionsvorsitzende von Bündnis 90/Die Grünen im Schleswig-Holsteinischen Landtag, lebt in Borstel-Hohenraden.
- Jacob Heidtmann (* 1994), Schwimmsportler, mehrfacher Deutscher Meister und Rekordhalter sowie Olympiateilnehmer 2016, ist in Borstel-Hohenraden aufgewachsen
- Elisabeth von Dyck (1950–1979), Terroristin, sie gehörte der 2. RAF-Generation an und wurde 1979 in Nürnberg erschossen.